# San Felice Aversa Normanna 2011-2012
Questa voce raccoglie le informazioni riguardanti il San Felice Aversa Normanna nelle competizioni ufficiali della stagione 2011-2012.

## Rosa
| N. |                   | Ruolo | Calciatore            |
| -- | ----------------- | ----- | --------------------- |
|    | Italia (bandiera) | D     | Francesco Campanella  |
|    | Italia (bandiera) | A     | Marco Carbonaro       |
|    | Italia (bandiera) | D     | Ferdinando Castaldo   |
|    | Italia (bandiera) | D     | Rocco Ciocia          |
|    | Italia (bandiera) | P     | Bernardino D'Agostino |
|    | Italia (bandiera) | A     | Salvatore Damiano     |
|    | Italia (bandiera) | D     | Andrea Da Cola        |
|    | Italia (bandiera) | D     | Alessandro Diana      |
|    | Italia (bandiera) | D     | Francesco Esposito    |
|    | Italia (bandiera) | C     | Vincenzo Gatto        |
|    | Italia (bandiera) | D     | Carmine Gifuni        |
|    | Italia (bandiera) | P     | Raffaele Gragnaniello |
|    | Italia (bandiera) | A     | Gaetano Grieco        |
|    | Italia (bandiera) | A     | Fabrizio Guarraccino  |
|    | Italia (bandiera) | A     | Francesco Iezzo       |
|    | Italia (bandiera) | D     | Gaetano Letizia       |
|    | Italia (bandiera) | A     | Giovanni Longobardi   |
|    | Italia (bandiera) | C     | Francesco Marano      |
|    | Italia (bandiera) | D     | Alessandro Martucci   |
|    | Italia (bandiera) | C     | Emanuele Marzocchi    |

| N. |                   | Ruolo | Calciatore           |
| -- | ----------------- | ----- | -------------------- |
|    | Italia (bandiera) | D     | Giuseppe Mattera     |
|    | Italia (bandiera) | C     | Emanuele Miggiani    |
|    | Italia (bandiera) | C     | Fabiano Miraglia     |
|    | Italia (bandiera) | D     | Francesco Monda      |
|    | Italia (bandiera) | A     | Davide Petagine      |
|    | Italia (bandiera) | C     | Antony Pezzullo      |
|    | Italia (bandiera) | D     | Christian Piccirillo |
|    | Italia (bandiera) | A     | Vincenzo Pisani      |
|    | Italia (bandiera) | A     | Carmine Puca         |
|    | Italia (bandiera) | P     | Pasquale Russo       |
|    | Italia (bandiera) | D     | Pasquale Sgambato    |
|    | Italia (bandiera) | A     | Gennaro Signorelli   |
|    | Italia (bandiera) | C     | Armando Sorrentino   |
|    | Italia (bandiera) | A     | Umberto Varriale     |
|    | Italia (bandiera) | A     | Alfredo Varsi        |
|    | Italia (bandiera) | C     | Carlo Vecchione      |
|    | Italia (bandiera) | D     | Antonio Vitale       |
|    | Italia (bandiera) | A     | Domenico Zampaglione |
|    | Italia (bandiera) | C     | Francesco Zolfo      |